# 14e régiment de chasseurs à cheval
Le 14e régiment de chasseurs à cheval est un régiment constitué sous la Révolution française.

## Création et différentes dénominations
- 5 mars 1793 : création du 13e régiment de chasseurs à cheval à partir des Hussards de la Légion des Alpes (8 compagnies, théoriquement 800 hommes), des Hussards de l'Égalité (quatre compagnies, théoriquement 400 hommes) et des Hussards de la Mort (2 compagnies, théoriquement 200 hommes).
- Il est plus tard renommé 14e régiment de chasseurs à cheval, pour résoudre l’homonymie avec le 13e régiment de chasseurs à cheval créé peu avant.
- 1815 : dissous
- 1816 : renommé chasseurs du Morbihan
- 1825 : renommé 14e régiment de chasseurs à cheval
- 1831 : dissous (ses éléments sont versés dans le 9e chasseurs)
- 1831 : recréation sous le nom de 14e régiment de chasseurs à cheval
- 1836 : dissous (ses éléments sont versés dans le 8e lanciers)
- 1811: 7e régiment de lanciers
- 1814: Dissous
- 1836: 7e régiment de lanciers
- 1871: 14e régiment de chasseurs à cheval
- 1928: dissous

## Chefs de corps
- 1793 : Rovère de Fontvielle
- 1796 : Dudevant
- 1798 : chef de brigade Jacques Boudet
- 1806 : Sachst
- 1809 : Lion
- 1809 : Lemoyne
- 1815 : Birgy dit « Perquit »
- 1893-1898 : colonel Paul Morris (nommé général en 1898)
- 1902 : Panot

- 27/03/1911 - 04/09/1914: colonel Albert Baratier.
- 1914 : Péting de Volgrenant
- 1916 : D'Apchier de Maugin

## Historique des garnisons, combats et batailles du14erégimentde chasseurs à cheval

### Guerres de la Révolution et de l'Empire
- 1793: Armée de Vendée
- 1793-1794: Armée du Nord
- 1793-1794: Armée d'Italie
- 1793-1794: Armée des Pyrénées Orientales
- 1793-96: Armée des Côtes de Brest
- 1799-1801: Armée d'Italie
- 1805-1806: Campagne d'Italie
  - 1805 : Bataille de Caldiero
- 1807: Grande Armée
- * 1809 : Campagne d'Allemagne
- 1811-1812: Espagne
- 1812-1813: Portugal
- 1813 : Campagne d'Allemagne
  - 16-19 octobre : Bataille de Leipzig
- 1814: Campagne de France (1814)

### De 1871 à 1914

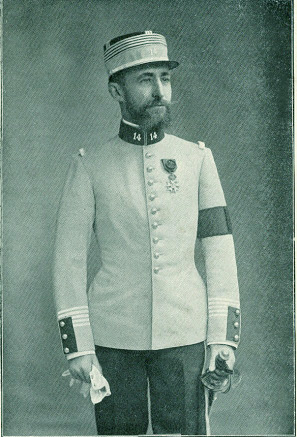
Le colonel Baratier à l'entrée de la Grande guerre.

### De 1815 à 1848
- 1823: Espagne

### Second Empire
- 1870-1871: France

### Première Guerre mondiale
Journal de marche du régiment durant la première Guerre mondiale

### Entre-deux-guerres
Occupation des pays Rhénans au moins du 16 avril 1925 au 19 avril 1927 (Mayence) (état signalétique d'un chasseur du 14e)

### Garnisons
- 1803-1815 : Pigerolle
- 1823-1825 : Libourne
- 1832-1836 : Libourne
- 1871-1914 : Dole
- 1923 : Pontivy

## Faits d'armes faisant particulièrement honneur au régiment
Il porte, cousues en lettres d'or dans ses plis, les inscriptions suivantes :
- Wagram 1809
- Dresde 1813
- Champaubert 1814
- Montmirail 1814
- Alsace 1914
- Noyon 1918

## Sources et bibliographie
- Historique du 14e régiment de chasseurs. Guerre 1914-1918, Limoges, Impr.-libr.-éditeurs Charles-Lavauzelle et Cie, 1922, 16 p., lire en ligne sur Gallica.